# Batalha de Durocortoro
A Batalha de Durocortoro ou Batalha de Reims foi travada em 356 entre as forças do Império Romano lideradas pelo césar Juliano, o Apóstata, e a dos invasores alamanos, que terminaram vitoriosos.

## Batalha
Em 356, Juliano iniciou sua campanha na Gália contra os alamanos na cidade de Durocortoro (em latim: Durocortorum; moderna Reims), a capital da província da Bélgica II, onde se juntou às forças de Marcelo e Ursicino. Quando partiu para Argentorato (na Germânia I), ainda perto dali, duas legiões foram pegas de surpresa e emboscadas por alamanos que estavam escondidos na floresta. Apenas a rápida intervenção do restante do exército salvou os romanos de um desastre completo. Por conta desta derrota, Juliano adotou uma postura muito mais cautelosa pelo resto da campanha.